# Dmitrij Raszewski
Dmitrij Władimirowicz Raszewski, ros. Дмитрий Владимирович Рашевский (ur. 9 października 2000 w Petersburgu) – rosyjski hokeista, reprezentant Rosji.

## Kariera
- Dinamo Sankt Petersburg do lat 16 (2015-2016)
- Dinamo Sankt Petersburg do lat 17 (2016-2017)
- Dinamo Sankt Petersburg do lat 18 (2017-2018)
- MHK Dinamo Sankt Petersburg (2018-2020)
- Dinamo Sankt Petersburg (2020, 2022)
- Dinamo Krasnogorsk (2020)
- Dinamo Moskwa (2020-)
  -  MHK Dinamo Moskwa (2021)
  -  Dinamo Sankt Petersburg (2022)

Hokeja uczył się w rodzinnym Petersburgu. Wychowanek klubu Niewa Sankt Petersburg. Karierę rozwijał w systemie Dinama Sankt Petersburg. Przez trzy niepełne sezony grał w rosyjskich juniorskich rozgrywkach MHL. W sezonie 2020/2021 podjął występy w seniorskich rozgrywkach WHL. 1 grudnia 2020 ogłoszono jego transfer z Petersburga do Dinama Moskwa. W barwach tego klubu zadebiutował w KHL 24 grudnia 2020. W październiku 2021 podpisał nowy kontrakt z Dinamem Moskwa.
W sezonie 2021/2022 został reprezentantem seniorskiej kadry Rosji.

## Sukcesy
Klubowe
- Złoty medal MHL /  Puchar Charłamowa: 2021 z MHK Dinamo Moskwa
- Finał o Puchar Pietrowa: 2022 z Dinamem Sankt Petersburg
- Srebrny medal WHL: 2022 z Dinamem Sankt Petersburg

Indywidualne
- MHL (2019/2020):
  - Pierwsze miejsce w klasyfikacji strzelców w sezonie zasadniczym: 44 gole[5]
  - Drugie miejsce w klasyfikacji kanadyjskiej w sezonie zasadniczym: 74 punkty[6]
- KHL (2021/2022):
  - Najlepszy pierwszoroczniak miesiąca - wrzesień 2021[7], październik 2021[8]